# Podalonia albohirsuta
Podalonia albohirsuta är en biart som först beskrevs av Kazuhiko Tsuneki 1971.  Podalonia albohirsuta ingår i släktet Podalonia och familjen grävsteklar. Inga underarter finns listade i Catalogue of Life.